# Indicatif régional 406

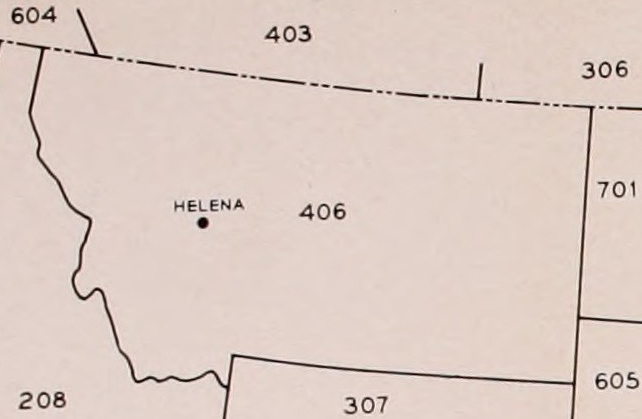
Montana only area code 406, American Telephone and Telegraph Company

L'indicatif régional 406 est l'indicatif téléphonique régional de l'État du Montana aux États-Unis. L'indicatif régional couvre tout le territoire de l'État.
L'indicatif régional 406 fait partie du Plan de numérotation nord-américain.

## Historique
Cet indicatif date de 1947 et est l'un des indicatifs originaux du Plan de numérotation nord-américain.

## Principales villes et indicatifs de central correspondants
- Billings : 206, 208, 215, 237, 238, 245, 247, 248, 252, 254, 255, 256, 259, 272, 281, 294, 325, 371, 373, 384, 435, 520, 534, 545, 591, 598, 600, 620, 651, 652, 655, 656, 657, 661, 670, 671, 672, 690, 694, 696, 697, 698, 729, 794, 839, 850, 851, 855, 860, 861, 867, 869, 894, 896, 999
- Bozeman and Comté de Gallatin : 209, 219, 282, 284, 285, 388, 451, 522, 539, 548, 551, 556, 557, 570, 577, 581, 582, 585, 586, 587, 624 (Bresnan cable VOIP), 763, 920, 922, 994
- Butte : 221, 299, 310, 490, 491, 494, 496, 533, 565, 595, 723, 782, 792
- Great Falls : 205, 216, 217, 231, 268, 403, 424, 425, 452, 453, 454, 455, 564, 590, 727, 731, 750, 760, 761, 770, 771, 781, 788, 791, 799, 836, 866, 868, 970, 899, 923, 952
- Fort Benton : 621, 622
- Hardin : 623
- Helena : 202, 204, 225, 227, 235, 266, 324, 362, 410, 422, 430, 431, 437, 438, 439, 441, 442, 443, 444, 449, 457, 458, 461, 465, 475, 492, 495, 547, 562, 594, 634, 667, 841, 846, 871, 932, 933
- Kalispell : 758, 755, 752, 751, 250, 257, 270
- Missoula : 203, 207, 214, 218, 239, 240, 241, 243, 251, 258, 273, 274, 315, 327, 329, 370, 396, 493, 496, 523, 529, 531, 532, 540, 541, 542, 543, 544, 546 549, 550, 552, 626, 721, 726, 728, 829, 830, 880

## Utilisation par Google
Le 10 décembre 2008, le blogue Gmail de Google a annoncé que des messages SMS pouvaient être envoyés à partir de Gmail. Les messages sont envoyés à partir de numéros de téléphone du indicatif régional 406. Chaque utilisateur a un numéro unique et le numéro de téléphone associé à un utilisateur peut être enregistré dans les numéros fréquemment utilisés d'un téléphone aux fins de réponse ou d'utilisation future.
Google utilise aussi des numéros de téléphone de l'indicatif régional 406 comme numéros de réponse ou de rappel pour son service à la clientèle de Google Voice.